# East Nimar (huyện)
Huyện East Nimar là một huyện thuộc bang Madhya Pradesh, Ấn Độ. Thủ phủ huyện East Nimar đóng ở Khandwa. Huyện East Nimar có diện tích 10779 ki lô mét vuông. Đến thời điểm năm 2001, huyện East Nimar có dân số 1708170 người.